# Micropeza cingulata
Micropeza cingulata är en tvåvingeart som beskrevs av Friedrich Hermann Loew 1868. Micropeza cingulata ingår i släktet Micropeza och familjen skridflugor. Inga underarter finns listade i Catalogue of Life.